# Altiphylax
Altiphylax es un género de geckos de la familia Gekkonidae. Se encuentran por Asia central, el norte del sur de Asia y el este de China.

## Especies
Se reconocen las siguientes seis especies:
- Altiphylax baturensis (Khan & Baig, 1992)
- Altiphylax levitoni (Golubev & Szczerbak, 1979)
- Altiphylax mintoni (Golubev & Szczerbak, 1981)
- Altiphylax stoliczkai (Steindachner, 1867)
- Altiphylax tokobajevi Yeriomtschenko & Szczerbak, 1984
- Altiphylax yarkandensis (Anderson, 1872)